# Charlie Adam
Charlie Adam (sinh ngày 10 tháng 12 năm 1985) là một cựu cầu thủ bóng đá người Scotland chơi ở vị trí tiền vệ.
Adam bắt đầu sự nghiệp chuyên nghiệp của mình với Rangers. Anh đã dành phần lớn thời gian đầu sự nghiệp của mình dưới dạng cho mượn tại câu lạc bộ Ross County và St Mirren. Trong khi cho St Mirren mượn trong mùa giải 2005–06, Adam là thành viên của đội đã giành được cả Scottish Challenge Cup và First Division, anh thi đấu hơn 30 trận cho Saints . Khi trở lại Rangers vào cuối mùa giải 2006, anh trở thành cầu thủ thi đấu thường xuyên dưới thời các huấn luyện viên Paul Le Guen và Walter Smith. Adam cũng là một phần của đội Rangers lọt vào Chung kết UEFA Cup 2008.
Sau khi không được tin dùng tại Rangers trong mùa 2008–09, Adam được cho đội Championship của Anh Blackpool mượn. Adam tở thành cầu thủ chính thức của Blackpool vào đầu mùa 2009–10, Adam trở thành một phần không thể thiếu của đội Blackpool, dẫn dắt đội lọt vào chiến thắng play-off trước Cardiff City dẫn đến việc đội thăng hạng lên Premier League. Adam đã tỏa sáng trong mùa giải đầu tiên của anh ấy ở Premier League, màn trình diễn của anh ấy được công nhận với đề cử Cầu thủ xuất sắc nhất năm của PFA vào tháng 4 năm 2011; tuy nhiên, Blackpool bị xuống hạng vào tháng sau, và anh ấy chuyển đến Liverpool vào tháng Bảy.
Sau một mùa giải ở Anfield, Adam gia nhập Stoke City vào tháng 8 năm 2012 với mức phí 4 triệu bảng. Anh đã trải qua bảy mùa giải với Stoke, có 179 lần ra sân, trước khi gia nhập Reading vào tháng 7 năm 2019. Adam trở lại câu lạc bộ thời niên thiếu của mình Dundee vào tháng 9 năm 2020. Anh là đội trưởng của họ trong hai năm và đưa họ thăng hạng lên Scotland Premiership.
Adam đã chơi cho U21 Scotland, Scotland B và Đội tuyển bóng đá quốc gia Scotland.

## Thống kê sự nghiệp

### Câu lạc bộ
| Câu lạc bộ          | Mùa giải            | Giải đấu                        | Giải đấu | Giải đấu | FA Cup | FA Cup | League Cup | League Cup | Châu Âu | Châu Âu | Khác[A] | Khác[A] | Tổng cộng | Tổng cộng |
| Câu lạc bộ          | Mùa giải            | Giải đấu                        | Trận     | Bàn      | Trận   | Bàn    | Trận       | Bàn        | Trận    | Bàn     | Trận    | Bàn     | Trận      | Bàn       |
| ------------------- | ------------------- | ------------------------------- | -------- | -------- | ------ | ------ | ---------- | ---------- | ------- | ------- | ------- | ------- | --------- | --------- |
| Rangers             | 2003–04             | Scottish Premier League         | 2        | 0        | 0      | 0      | 0          | 0          | 0       | 0       | —       | —       | 2         | 0         |
| Rangers             | 2004–05             | Scottish Premier League         | 1        | 0        | 0      | 0      | 0          | 0          | 0       | 0       | —       | —       | 1         | 0         |
| Rangers             | 2005–06             | Scottish Premier League         | 1        | 0        | 0      | 0      | 0          | 0          | 0       | 0       | —       | —       | 1         | 0         |
| Rangers             | 2006–07             | Scottish Premier League         | 32       | 11       | 1      | 0      | 2          | 0          | 7       | 3       | —       | —       | 42        | 14        |
| Rangers             | 2007–08             | Scottish Premier League         | 16       | 2        | 3      | 0      | 2          | 0          | 11      | 2       | —       | —       | 32        | 4         |
| Rangers             | 2008–09             | Scottish Premier League         | 9        | 0        | 0      | 0      | 0          | 0          | 0       | 0       | —       | —       | 9         | 0         |
| Rangers             | Tổng cộng           | Tổng cộng                       | 61       | 13       | 4      | 0      | 4          | 0          | 18      | 5       | 0       | 0       | 87        | 18        |
| Ross County (mượn)  | 2004–05             | Giải bóng đá hạng nhất Scotland | 11       | 2        | 0      | 0      | 0          | 0          | —       | —       | 4       | 0       | 15        | 2         |
| Ross County (mượn)  | Tổng cộng           | Tổng cộng                       | 11       | 2        | 0      | 0      | 0          | 0          | 0       | 0       | 4       | 0       | 15        | 2         |
| St. Mirren (mượn)   | 2005–06             | Giải bóng đá hạng nhất Scotland | 29       | 5        | 4      | 3      | 1          | 0          | —       | —       | 3       | 1       | 37        | 9         |
| St. Mirren (mượn)   | Tổng cộng           | Tổng cộng                       | 29       | 5        | 4      | 3      | 1          | 0          | 0       | 0       | 3       | 1       | 37        | 9         |
| Blackpool           | 2008–09             | Championship                    | 13       | 2        | 0      | 0      | 0          | 0          | —       | —       | —       | —       | 13        | 2         |
| Blackpool           | 2009–10             | Championship                    | 43       | 16       | 1      | 0      | 2          | 1          | —       | —       | 3       | 2       | 49        | 19        |
| Blackpool           | 2010–11             | Premier League                  | 35       | 12       | 0      | 0      | 1          | 1          | —       | —       | —       | —       | 36        | 13        |
| Blackpool           | Tổng cộng           | Tổng cộng                       | 91       | 30       | 1      | 0      | 3          | 2          | 0       | 0       | 3       | 2       | 98        | 34        |
| Liverpool           | 2011–12             | Premier League                  | 28       | 2        | 2      | 0      | 5          | 0          | —       | —       | —       | —       | 35        | 2         |
| Liverpool           | 2012–13             | Premier League                  | 0        | 0        | 0      | 0      | 0          | 0          | 2       | 0       | —       | —       | 2         | 0         |
| Liverpool           | Tổng cộng           | Tổng cộng                       | 28       | 2        | 2      | 0      | 5          | 0          | 2       | 0       | 0       | 0       | 37        | 2         |
| Stoke City          | 2012–13             | Premier League                  | 27       | 3        | 1      | 0      | 0          | 0          | —       | —       | —       | —       | 28        | 3         |
| Stoke City          | 2013–14             | Premier League                  | 31       | 7        | 2      | 1      | 2          | 0          | —       | —       | —       | —       | 35        | 8         |
| Stoke City          | 2014–15             | Premier League                  | 29       | 7        | 3      | 0      | 3          | 0          | —       | —       | —       | —       | 35        | 7         |
| Stoke City          | 2015–16             | Premier League                  | 22       | 1        | 1      | 0      | 2          | 0          | —       | —       | —       | —       | 25        | 1         |
| Stoke City          | 2016–17             | Premier League                  | 24       | 1        | 1      | 0      | 2          | 0          | —       | —       | —       | —       | 27        | 1         |
| Stoke City          | 2017–18             | Premier League                  | 11       | 0        | 1      | 1      | 2          | 0          | —       | —       | —       | —       | 14        | 1         |
| Stoke City          | 2018–19             | Championship                    | 12       | 0        | 1      | 0      | 2          | 0          | —       | —       | —       | —       | 15        | 0         |
| Stoke City          | Tổng cộng           | Tổng cộng                       | 156      | 19       | 10     | 2      | 13         | 0          | —       | —       | —       | —       | 179       | 21        |
| Stoke City U23      | 2016–17             | —                               | —        | —        | —      | —      | —          | —          | —       | —       | 2       | 1       | 2         | 1         |
| Stoke City U23      | 2017–18             | —                               | —        | —        | —      | —      | —          | —          | —       | —       | 3       | 0       | 3         | 0         |
| Stoke City U23      | 2018–19             | —                               | —        | —        | —      | —      | —          | —          | —       | —       | 1       | 0       | 1         | 0         |
| Stoke City U23      | Tổng cộng           | Tổng cộng                       | —        | —        | —      | —      | —          | —          | —       | —       | 6       | 1       | 6         | 1         |
| Reading             | 2019–20             | Championship                    | 21       | 2        | 3      | 0      | 3          | 0          | —       | —       | —       | —       | 27        | 2         |
| Dundee              | 2020–21             | Scottish Championship           | 22       | 5        | 2      | 0      | 4          | 1          | —       | —       | 4       | 1       | 32        | 7         |
| Dundee              | 2021–22             | Scottish Premiership            | 27       | 2        | 2      | 1      | 4          | 1          | —       | —       | —       | —       | 33        | 4         |
| Dundee              | Tổng cộng           | Tổng cộng                       | 49       | 7        | 4      | 1      | 8          | 2          | —       | —       | 4       | 1       | 65        | 11        |
| Tổng cộng sự nghiệp | Tổng cộng sự nghiệp | Tổng cộng sự nghiệp             | 446      | 80       | 28     | 6      | 37         | 4          | 21      | 5       | 20      | 5       | 552       | 100       |

### Đội tuyển quốc gia
Tính đến ngày 5 tháng 6 năm 2015
| Đội tuyển quốc gia | Năm       | Trận | Bàn |
| ------------------ | --------- | ---- | --- |
| Scotland           |           |      |     |
| 2007               | 2         | 0    |     |
| 2008               | 0         | 0    |     |
| 2009               | 1         | 0    |     |
| 2010               | 4         | 0    |     |
| 2011               | 8         | 0    |     |
| 2012               | 5         | 0    |     |
| 2013               | 4         | 0    |     |
| 2014               | 1         | 0    |     |
| 2015               | 1         | 0    |     |
| Tổng cộng          | Tổng cộng | 26   | 0   |

## Danh hiệu
Ross County
- Scottish Challenge Cup á quân: 2004

St Mirren
- Scottish Football League First Division: 2005–06
- Scottish Challenge Cup: 2005–06

Rangers
- Scottish Cup: 2007–08
- Scottish League Cup: 2007–08
- UEFA Cup á quân: 2007–08

Blackpool
- Football League Championship play-offs: 2010[25]

Liverpool
- Football League Cup: 2011–12

Dundee FC
- Scottish Premiership play-offs: 2020–21